# Gabriela Mróz-Czerkawska
Gabriela Mróz-Czerkawska, w Niemczech Mrohs-Czerkawski (ur. 6 lutego 1969 w Strzelcach Opolskich) – polska koszykarka, reprezentantka Polski i medalistka mistrzostw Niemiec.

## Kariera sportowa

### Kariera klubowa
Karierę sportową rozpoczęła w klubie Stal Brzeg, w którym występowała w latach 1986-1993. W sezonie 1990/1991 była najskuteczniejszą zawodniczką polskiej ligi (1013 pkt.) W latach 1993–2000 była zawodniczką niemieckiego VfL Bochum, z którym zdobyła wicemistrzostwo Niemiec w 1994 i brązowy medal mistrzostw w 1995. W sezonie 2000/2001 grała w zespole Kama/Cukierki Brzeg, po czym powróciła do Niemiec. Była kolejno zawodniczką Rentrop Bonn (2001-2004), z którym sięgnęła po wicemistrzostwo Niemiec w 2002, a następnie SV Halle Lions (2006) i drugoligowym Herner TC (2007-2008)

### Kariera reprezentacyjna
W reprezentacji Polski wystąpiła czterokrotnie na mistrzostwach Europy (1991 – 6 m., 1993 – 5 m., 2001 – 6 m., 2003 – 4 m.)